# Liste der Staatsoberhäupter 1714
Übersicht
◄◄ | ◄ | 1710 | 1711 | 1712 | 1713 | Liste der Staatsoberhäupter 1714 | 1715 | 1716 | 1717 | 1718 | ► | ►►

Weitere Ereignisse

## Afrika
- Äthiopien
  - Kaiser: Justus (1711–1716)

- Burundi
  - König: Mwezi III. Ndagushimiye (ca. 1709–ca. 1739)

- Dahomey
  - König: Agadja (1708–1732)

- Marokko Alawiden-Dynastie
  - Sultan: Mulai Ismail (1672–1727)

- Tunesien (Husainiden-Dynastie)
  - Sultan: Husein ben Ali (1705–1735)

## Amerika
- Vizekönigreich Brasilien
  - Vizekönig: Pedro Antônio de Noronha (1714–1718)

- Vizekönigreich Neuspanien
  - Vizekönig: Fernando de Alencastre Noroña y Silva (1710–1716)

- Vizekönigreich Peru
  - Vizekönig: Diego Ladrón de Guevara (1710–1716)

## Asien
- China (Qing-Dynastie)
  - Kaiser: Kang Hi (1661–1722)

- Japan
  - Kaiser: Nakamikado (1709–1735)
  - Shōgun (Tokugawa): Tokugawa Ietsugu (1713–1716)

- Korea (Joseon)
  - König: Sukjong (1674–1720)

- Persien (Safawiden-Dynastie)
  - Sultan: Hussain (1694–1722)

- Thailand
  - König: Phuminthararatcha (1709–1733)

## Europa
- Andorra
  - Co-Fürsten:
    - König von Frankreich: Ludwig XIV. (1643–1715)
    - Bischof von Urgell:
      - Julià Cano Thebar (1695–1714)
      - Simeó de Guinda y Apeztegui (1714–1737)

- Dänemark und Norwegen
  - König: Friedrich IV. (1699–1730)

- Frankreich
  - König: Ludwig XIV. (1643–1715)

- Großbritannien und Irland
  - Königin: Anne (1707–1714) (1702–1707 Königin von England, Irland und Schottland)
  - König: Georg I. (1714–1727) (1698–1727 Kurfürst von Braunschweig-Lüneburg)

- Heiliges Römisches Reich
  - König und Kaiser: Karl VI. (1711–1740) (1711–1740 König von Böhmen, 1706–1740 Herzog von Mailand, 1713–1735 König von Neapel, 1711–1740 Erzherzog von Österreich, 1735–1740 Herzog von Parma, 1713–1720 König von Sardinien, 1720–1735 König von Sizilien, 1711–1740 König von Ungarn)
  - Kurfürstenkollegium
    - Erzstift Köln
      - Kurfürst: Joseph Clemens von Bayern (1688–1723) (1685–1694 Bischof von Freising, 1702–1723 Bischof von Hildesheim, 1694–1723 Bischof von Lüttich, 1685–1716 Bischof von Regensburg, 1688–1723 Propst von Berchtesgaden)

    - Erzstift Mainz
      - Kurfürst: Lothar Franz von Schönborn (1695–1729) (1693–1729 Bischof von Bamberg)

    - Erzstift Trier
      - Kurfürst: Karl Joseph von Lothringen (1711–1715) (1698–1715 Bischof von Osnabrück)

    - Herzogtum Bayern
      - Kurfürst: Maximilian II. Emanuel (1679–1726) (1692–1706 Statthalter der Spanischen Niederlande)

    - Königreich Böhmen
      - König: Karl II. (1711–1740) (1711–1740 Kaiser, 1706–1740 Herzog von Mailand, 1713–1735 König von Neapel, 1711–1740 Erzherzog von Österreich, 1735–1740 Herzog von Parma, 1713–1720 König von Sardinien, 1720–1735 König von Sizilien, 1711–1740 König von Ungarn)

    - Markgrafschaft Brandenburg
      - Kurfürst: Friedrich Wilhelm I. (1713–1740) (1713–1740 König in Preußen)

    - Kurfürstentum Braunschweig-Lüneburg
      - Kurfürst: Georg I. (1698–1727) (1724–1727 König von Großbritannien und Irland)

    - Pfalzgrafschaft bei Rhein
      - Kurfürst: Johann Wilhelm (1690–1716) (1679–1716 Herzog von Jülich und Berg)

    - Herzogtum Sachsen
      - Kurfürst: Friedrich August I. (1694–1733) (1697–1704, 1709–1733 König von Polen und Großherzog von Litauen)

  - geistliche Reichsfürsten
    - Hochstift Augsburg
      - Bischof: Alexander Sigismund von der Pfalz (1690–1737)

    - Hochstift Bamberg
      - Bischof: Lothar Franz von Schönborn (1693–1729) (1695–1729 Erzbischof von Mainz)

    - Hochstift Basel
      - Bischof: Johann Konrad von Reinach-Hirtzbach (1705–1737)

    - Fürstpropstei Berchtesgaden
      - Propst: Joseph Clemens von Bayern (1688–1723) (1688–1723 Erzbischof von Köln, 1685–1694 Bischof von Freising, 1702–1723 Bischof von Hildesheim, 1694–1723 Bischof von Lüttich, 1685–1716 Bischof von Regensburg)

    - Hochstift Brixen
      - Bischof: Kaspar Ignaz von Künigl (1702–1747)

    - Hochstift Chur (Territorium 1648 eidgenössisch, Bischof Reichsstand ohne unmittelbares Land)
      - Bischof: Ulrich VII. von Federspiel (1692–1728)

    - Fürstabtei Corvey
      - Abt: Florenz von dem Felde (1696–1714)
      - Abt: Maximilian von Horrich (1714–1721)

    - Balleien des Deutschen Ordens
      - Hochmeister: Franz Ludwig von der Pfalz (1694–1732) (1729–1732 Erzbischof von Mainz, 1716–1729 Erzbischof von Trier, 1694–1732 Bischof von Worms, 1694–1732 Propst von Ellwangen)

    - Hochstift Eichstätt
      - Bischof: Johann Anton I. Knebel von Katzenelnbogen (1705–1725)

    - Fürstpropstei Ellwangen
      - Propst: Franz Ludwig von der Pfalz (1694–1732) (1729–1732 Erzbischof von Mainz, 1716–1729 Erzbischof von Trier, 1694–1732 Bischof von Worms, 1694–1732 Hochmeister des Deutschen Ordens)

    - Hochstift Freising
      - Bischof: Johann Franz Eckher von Kapfing und Liechteneck (1695–1727)

    - Abtei Fulda
      - Abt: Adalbert von Schleifras (1700–1714)
      - Abt: Konstantin von Buttlar (1714–1726)

    - Hochstift Hildesheim
      - Bischof: Joseph Clemens von Bayern (1702–1723) (1688–1723 Erzbischof von Köln, 1685–1694 Bischof von Freising, 1694–1723 Bischof von Lüttich, 1685–1716 Bischof von Regensburg, 1688–1723 Propst von Berchtesgaden)

    - Fürststift Kempten
      - Abt: Rupert von Bodman (1678–1728)

    - Hochstift Konstanz
      - Bischof: Johann Franz Schenk von Stauffenberg (1704–1740) (1737–1740 Bischof von Augsburg)

    - Hochstift Lübeck (1555–1803 evangelische Administratoren)
      - Bischof: Christian August von Schleswig-Holstein-Gottorf (1705–1726)

    - Hochstift Lüttich
      - Bischof: Joseph Clemens von Bayern (1694–1723) (1688–1723 Erzbischof von Köln, 1685–1694 Bischof von Freising, 1702–1723 Bischof von Hildesheim, 1685–1716 Bischof von Regensburg, 1688–1723 Propst von Berchtesgaden)

    - Hochstift Münster
      - Bischof: Franz Arnold von Wolff-Metternich zur Gracht (1707–1718) (1704–1718 Bischof von Paderborn)

    - Hochstift Osnabrück (1662–1802 abwechselnd katholische und lutherische Bischöfe)
      - Bischof: Karl Joseph von Lothringen (1698–1715) (1711–1715 Erzbischof von Trier)

    - Hochstift Paderborn
      - Bischof: Franz Arnold von Wolff-Metternich zur Gracht (1704–1718) (1706–1718 Bischof von Münster)

    - Hochstift Passau
      - Bischof: Raymund Ferdinand von Rabatta (1713–1722)

    - Hochstift Regensburg
      - Bischof: Joseph Clemens von Bayern (1685–1716) (1688–1723 Erzbischof von Köln, 1685–1694 Bischof von Freising, 1702–1723 Bischof von Hildesheim, 1694–1723 Bischof von Lüttich, 1688–1723 Propst von Berchtesgaden)

    - Erzstift Salzburg
      - Erzbischof: Franz Anton von Harrach (1709–1727)

    - Hochstift Speyer
      - Bischof: Heinrich Hartard von Rollingen (1711–1719)

    - Abtei Stablo-Malmedy
      - Abt: Franz II. Joseph von Lothringen (1704–1715)

    - Hochstift Straßburg
      - Bischof: Armand I. Gaston Maximilien de Rohan-Soubise (1704–1749)

    - Hochstift Trient
      - Bischof: Johann Michael von Spaur und Valör (1696–1725)

    - Hochstift Worms
      - Bischof: Franz Ludwig von der Pfalz (1694–1732) (1729–1732 Erzbischof von Mainz, 1716–1729 Erzbischof von Trier, 1694–1732 Propst von Ellwangen, 1694–1732 Hochmeister des Deutschen Ordens)

    - Hochstift Würzburg
      - Bischof: Johann Philipp von Greiffenclau zu Vollraths (1699–1719)

  - weltliche Reichsfürsten
    - Fürstentum Anhalt
      - Anhalt-Bernburg
        - Fürst: Viktor I. Amadeus (1656–1718)

      - Fürstentum Anhalt-Dessau
        - Fürst: Leopold I. (1693–1747) (1693–1698 unter Vormundschaft)

      - Fürstentum Anhalt-Köthen
        - Fürst: Leopold (1704–1728) (1704–1715 unter Vormundschaft)
        - Regentin: Gisela Agnes von Rath (1704–1715)

      - Anhalt-Zerbst
        - Fürst: Karl Wilhelm (1667–1718) (1667–1674 unter Vormundschaft)

    - Arenberg
      - Herzog: Leopold Philipp (1691–1754)

    - Markgrafschaft Baden
      - Baden-Baden
        - Markgraf: Ludwig Georg Simpert (1707–1761) (1707–1727 unter Vormundschaft)
        - Regentin: Franziska Sibylla Augusta von Sachsen-Lauenburg (1707–1727)

      - Baden-Durlach
        - Markgraf: Karl III. Wilhelm (1709–1738)

    - Brandenburg-Ansbach
      - Markgraf: Wilhelm Friedrich (1703–1723)

    - Brandenburg-Bayreuth
      - Markgraf: Georg Wilhelm (1712–1726)

    - Braunschweig-Wolfenbüttel
      - Herzog: Anton Ulrich (1685–1714)
      - Herzog: August Wilhelm (1714–1731)

    - Hessen-Darmstadt
      - Landgraf: Ernst Ludwig (1678–1739)

    - Hessen-Kassel
      - Landgraf: Karl (1670–1730) (bis 1675 unter Vormundschaft)

    - Hohenzollern-Hechingen
      - Fürst: Friedrich Wilhelm (1671–1735)

    -  Hohenzollern-Sigmaringen
      - Fürst: Meinrad II. (1689–1715)

    - Jülich und Berg
      - Herzog: Johann Wilhelm II. (1679–1716) (1690–1716 Kurfürst der Pfalz, 1690–1716 Herzog von Pfalz-Neuburg)

    - Liechtenstein
      - Fürst: Josef Wenzel (1712–1718, 1748–1772)

    - Lothringen
      - Herzog: Leopold (1697–1729)

    - Herzogtum Mecklenburg
      - Mecklenburg-Schwerin
        - Herzog: Karl Leopold (1713–1728)

      - Mecklenburg-Strelitz
        - Herzog: Adolf Friedrich III. (1708–1752)

    - Nassau
      - Ottonische Linie
        - Nassau-Diez
          - Fürst: Wilhelm IV. (1711–1751) (1722–1729 Statthalter von Drenthe, 1729–1751 Statthalter von Friesland und Groningen, 1747–1751 Statthalter von Holland, Overijssel, Utrecht und Zeeland, 1747–1751 Statthalter der Niederlande)

        - Nassau-Dillenburg
          - Fürst: Wilhelm II. (1701–1724)

        - Nassau-Siegen (katholische Linie)
          - Fürst: Wilhelm Hyacinth (1699–1743)

        - Nassau-Siegen (reformierte Linie)
          - Fürst: Friedrich Wilhelm I. Adolf (1691–1722)

      - Walramische Linie
        - Nassau-Idstein
          - Fürst: Georg August (1677–1721) (bis 1688 Graf)

        - Nassau-Usingen
          - Fürst: Wilhelm Heinrich (1702–1718)

        - Nassau-Weilburg
          - Fürst: Johann Ernst (1675–1719) (bis 1688 Graf)

    - Österreich
      - Erzherzog: Karl II. (1711–1740) (1711–1740 Kaiser, 1711–1740 König von Böhmen, 1706–1740 Herzog von Mailand, 1713–1735 König von Neapel, 1735–1740 Herzog von Parma, 1713–1720 König von Sardinien, 1720–1735 König von Sizilien, 1711–1740 König von Ungarn)

    - Ostfriesland
      - Fürst: Georg Albrecht (1708–1734)

    - Pfalz-Neuburg
      - Herzog: Johann Wilhelm (1690–1716) (1690–1716 Kurfürst der Pfalz, 1679–1716 Herzog von Jülich und Berg)

    - Pfalz-Sulzbach
      - Herzog: Theodor Eustach (1708–1732)

    - Pfalz-Zweibrücken
      - Herzog: Karl II. (1697–1718) (1697–1718 König von Schweden)

    - Herzogtum Sachsen
      - Sachsen-Eisenach
        - Herzog: Johann Wilhelm (1698–1729)

      - Sachsen-Gotha-Altenburg
        - Herzog: Friedrich II. (1691–1732)

      - Sachsen-Hildburghausen
        - Herzog: Ernst (1680–1715) (1675–1680 Herzog von Sachsen-Gotha-Altenburg)

      - Sachsen-Meiningen
        - Herzog: Ernst Ludwig I. (1706–1724)

      - Sachsen-Saalfeld
        - Herzog: Johann Ernst (1680–1729) (1675–1680 Herzog von Sachsen-Gotha-Altenburg)

      - Sachsen-Weimar (gemeinsame Herrschaft)
        - Herzog: Wilhelm Ernst (1683–1728)
        - Herzog: Ernst August I. (1707–1741) (1741–1748 Herzog von Sachsen-Weimar-Eisenach)

    - Schwarzburg-Arnstadt
      - Fürst: Anton Günther II. (1681–1716) (bis 1697 Graf, 1666–1681 Graf von Schwarzburg-Sondershausen)

    - Schwarzburg-Rudolstadt
      - Fürst: Ludwig Friedrich I. (1710–1718)

    - Schwarzburg-Sondershausen
      - Fürst: Christian Wilhelm (1666–1720) (bis 1697 Graf)

    - Waldeck
      - Fürst: Friedrich Anton Ulrich (1706–1728) (bis 1712 Graf)

    - Württemberg
      - Herzog: Eberhard Ludwig (1677–1733) (1677–1693 unter Vormundschaft)

  - sonstige Reichsstände (Auswahl)
    - Hanau
      - Graf: Johann Reinhard III. (1712–1736) (1685–1712 Graf von Hanau-Lichtenberg)

    - Lippe
      - Lippe-Biesterfeld
        - Graf: Rudolf Ferdinand (1678–1736)

      - Lippe-Detmold
        - Graf: Friedrich Adolf (1697–1718)

    - Nassau
      - Walramische Linie
        - Nassau-Ottweiler
          - Graf: Friedrich Ludwig (1690–1728) (1723–1728 Graf von Nassau-Saarbrücken)

        - Nassau-Saarbrücken
          - Graf: Karl Ludwig (1713–1723)

    - Ortenburg
      - Graf: Johann Georg (1702–1725) (1702–1706 unter Vormundschaft)

    - Reuß
      - Reuß ältere Linie
        - Reuß-Obergreiz
          - Graf: Heinrich I. (1697–1714)
          - Graf: Heinrich II. (1714–1722)

        - Reuß-Untergreiz
          - Graf: Heinrich XIII. (1675–1733)

      - Reuß jüngere Linie
        - Reuß-Ebersdorf
          - Graf: Heinrich XXIX. (1711–1747)

        - Reuß-Gera
          - Graf: Heinrich XVIII. (1686–1735)

        - Reuß-Lobenstein
          - Graf: Heinrich XV. (1710–1739)

        - Reuß-Schleiz
          - Graf: Heinrich XI. (1692–1726)

    - Schaumburg-Lippe
      - Graf: Friedrich Christian (1681–1728)

- Italienische Staaten
  - Genua
    - Doge: Giovanni Antonio Giustiniani (1713–1715)

  - Guastalla
    - Herzog: Vincenzo Gonzaga (1692–1714)
    - Herzog: Antonio Ferrante Gonzaga (1714–1729)

  - Kirchenstaat
    - Papst: Clemens XI. (1700–1721)

  - Mailand (1706–1800 zu Österreich)
    - Herzog: Kaiser Karl VI. (1706–1740) (1711–1740 Kaiser, 1711–1740 König von Böhmen, 1713–1735 König von Neapel, 1711–1740 Erzherzog von Österreich, 1735–1740 Herzog von Parma, 1713–1720 König von Sardinien, 1720–1735 König von Sizilien, 1711–1740 König von Ungarn)
      - Gouverneur: Eugen von Savoyen (1706–1716) (1716–1724 Statthalter der Österreichischen Niederlande)

  - Massa und Carrara
    - Herzog: Alberico III. Cibo-Malaspina (1710–1715)

  - Modena und Reggio
    - Herzog: Rinaldo d’Este (1694–1737)

  - Neapel (1713/14–1735 zu Österreich)
    - König: Karl VI. (1713–1735) (1711–1740 Kaiser, 1711–1740 König von Böhmen, 1706–1740 Herzog von Mailand, 1711–1740 Erzherzog von Österreich, 1735–1740 Herzog von Parma, 1713–1720 König von Sardinien, 1720–1735 König von Sizilien, 1711–1740 König von Ungarn)
      - Vizekönig: Wirich Philipp von und zu Daun (1707–1708, 1713–1719) (1725–1734 Gouverneur von Mailand, 1725 Statthalter der Österreichischen Niederlande)

  - Parma und Piacenza
    - Herzog: Francesco Farnese (1694–1727)

  - Piombino
    - Fürstin: Ippolita Ludovisi (1701–1743)

  - San Marino
    - Capitani Reggenti: Giuliano Belluzzi (1684, 1687–1888, 1693–1694, 1697–1698, 1701–1702, 1708, 1713–1714, 1718) und Tommaso Ceccoli (1704–1705, 1708, 1713–1714, 1718–1719, 1723, 1727)
    - Capitani Reggenti: Giuseppe Onofri (1714, 1723, 1727, 1731, 1734–1735, 1738, 1740–1741, 1744, 1749, 1753) und Lorenzo Giangi (1675–1676, 1679–1680, 1683–1684, 1690–1691, 1694–1695, 1698, 1701–1702, 1705, 1714, 1719–1720, 1725)
    - Capitani Reggenti: Giuseppe Loli (1694, 1702, 1705–1706, 1711, 1714–1715) und Pietro Francini (1684–1685, 1688–1689, 1692–1693, 1704, 1710–1711, 1714–1715)

  - Sardinien (1713–1720 zu Österreich)
    - König: Karl III. (1713–1720) (1711–1740 Kaiser, 1711–1740 König von Böhmen, 1706–1740 Herzog von Mailand, 1713–1735 König von Neapel, 1711–1740 Erzherzog von Österreich, 1735–1740 Herzog von Parma, 1720–1735 König von Sizilien, 1711–1740 König von Ungarn)
      - Vizekönig: Pedro Nuño Colón Portugal (1713–1717)

  - Savoyen
    - Herzog: Viktor Amadeus II. (1675–1720, 1730–1732) (1713–1720 König von Sizilien, 1720–1730 König von Sardinien)

  - Sizilien (1713–1720 zu Savoyen)
    - König: Viktor Amadeus (1713–1720) (1675–1720 und 1730–1732 Herzog von Savoyen, 1720–1730 König von Sardinien)
      - Vizekönig: Annibale Maffei (1714–1718)

  - Toskana
    - Großherzog: Cosimo III. de’ Medici (1670–1723)

  - Venedig
    - Doge: Giovanni II. Corner (1709–1722)

- Khanat der Krim
  - Khan: Qaplan I. Giray (1707–1708, 1713–1715, 1730–1736)

- Kurland
  - Regentin: Anna (1711–1730) (1730–1740 Kaiserin von Russland)

- Malta
  - Großmeister: Ramon Perellos y Roccaful (1697–1720)

- Moldau (unter osmanischer Oberherrschaft)
  - Fürst: Nicolae Mavrocordat (1709–1710, 1711–1716) (1716, 1719–1730 Fürst der Walachei)

- Monaco
  - Fürst: Antoine I. (1701–1731)

- Niederlande
  - Republik der Sieben Vereinigten Provinzen
    - Drenthe und Gelderland
      - Statthalter: vakant (1702–1722)

    - Friesland
      - Statthalter: Wilhelm IV. von Oranien (1711–1747) (1722–1747 Statthalter von Drenthe und Geldern, 1718–1747 Statthalter von Groningen, 1747 Statthalter von Holland, Seeland, Utrecht und Overijssel, 1747–1751 Erbstatthalter der Niederlande)
      - Regentin: Marie Luise von Hessen-Kassel (1711–1731)

    - Groningen
      - Statthalter: vakant (1711–1718)

    - Holland und Zeeland
      - Statthalter: vakant (1702–1747)

    - Overijssel
      - Statthalter: vakant (1702–1747)

    - Utrecht
      - Statthalter: vakant (1702–1747)

  - Spanische Niederlande (1706–1714 von Großbritannien und den Vereinigten Niederlanden besetzt) ab 1714 Österreichische Niederlande (bis 1714/95 formal Bestandteil des Heiligen Römischen Reichs)

- Osmanisches Reich
  - Sultan: Ahmed III. (1703–1730)

- Polen
  - König: August II. (1697–1704, 1709–1733) (1694–1733 Kurfürst von Sachsen)

- Portugal
  - König: Johann V. (1706–1750)

- Preußen
  - König: Friedrich Wilhelm I. (1713–1740) (1713–1740 Kurfürst von Brandenburg)

- Russland
  - Zar: Peter I. (1682–1725) (ab 1721 Kaiser)

- Schweden
  - König: Karl XII. (1697–1718) (1697–1718 Herzog von Pfalz-Zweibrücken)

- Spanien
  - König: Philipp V. (1700–1724, 1724–1746) (1700–1706 Herzog von Mailand, 1700–1713 König von Neapel, 1700–1713 König von Sardinien, 1700–1713 König von Sizilien)

- Ungarn
  - König: Karl III. (1711–1740) (1711–1740 Kaiser, 1711–1740 König von Böhmen, 1706–1740 Herzog von Mailand, 1713–1735 König von Neapel, 1711–1740 Erzherzog von Österreich, 1735–1740 Herzog von Parma, 1713–1720 König von Sardinien, 1720–1735 König von Sizilien)

- Walachei (unter osmanischer Oberherrschaft)
  - Fürst: Constantin Brâncoveanu (1688–1714)
  - Fürst: Ștefan Cantacuzino (1714–1715)